# São João da Pesqueira
São João da Pesqueira es una villa portuguesa perteneciente al distrito de Viseu, en la histórica región de Trás-os-Montes (Norte) y la comunidad intermunicipal Duero, con cerca de 2000 habitantes a 850 metros de altitud.

## Geografía
Es sede de un municipio con 267,56 km² de área y 6765 habitantes (2021), subdividido en once freguesias. Los municipios están limitados al norte por el Duero y por los municipios de Alijó, al nordeste por Carrazeda de Ansiães, al este por Vila Nova de Foz Côa, al sudeste por Penedono, al sur por Sernancelhe, al oeste por Tabuaço y al noroeste por Sabrosa. 

## Cultura
Villa de vino generoso (Porto) en la zona demarcada por el Duero y criado por el Marqués de Pombal que vivió en la Pesqueira en sus comienzos. Pesqueira posee unos bellos paisajes, tiene un espectacular mirador en Baragem da Valeira llamado Sao Salvador do Mundo (Ermo) con capillas, es un sitio antiguo, en algunas de ellas existe una gruta donde vivió y murió fray Gaspard (1594-1615).

## Demografía
| Gráfica de evolución demográfica de São João da Pesqueira entre 1864 y 2021 |
|                                                                             |
| Datos según el nomenclátor publicado por el INE portugués.                  |

## Organización territorial
El municipio de São João da Pesqueira está formado por once freguesias:
- Castanheiro do Sul
- Ervedosa do Douro
- Nagozelo do Douro
- Paredes da Beira
- Riodades
- São João da Pesqueira e Várzea de Trevões
- Soutelo do Douro
- Trevões e Espinhosa
- Vale de Figueira
- Valongo dos Azeites
- Vilarouco e Pereiros